# Ave Maria (Bruckner, 1882)
Ave Maria, WAB 7, ist eine Vertonung des Ave Maria von Anton Bruckner.

## Entstehung und Stellung im Gesamtwerk
Während eines Aufenthalts in Wels im Sommer 1881 lernte Bruckner Luise Hochleitner kennen, eine Sängerin mit schöner Altstimme. Bruckner versprach, ihr ein Ave Maria zu widmen. Das Werk, das am 5. Februar 1882 komponiert wurde, ist für Alt (oder Bariton) Solostimme und Klavier (Orgel, Piano oder Harmonium).
Das Originalmanuskript ist verschollen, aber es gibt Reinschriften davon in der Österreichischen Nationalbibliothek und im Kloster Kremsmünster. Das Werk erschien 1902 als Anhang zu Nr. 13 der Neuen Musikzeitung, Stuttgart. Die erste öffentliche Aufführung fand im Rahmen eines Konzertes des Wiener Akademischen Wagner-Vereins am 5. Februar 1903 von Gisella Seehofer, die dann auch Bruckners Lieder Wie bist du, Frühling, gut und treu und Im April uraufführte. Die Motette ist in Band XXI/29 der Gesamtausgabe eingeordnet.

## Musik
Das 81 Takte anspruchsvolle Werk, das in F-Dur besetzt ist, erfordert einen Sänger mit einer zwei Oktaven breiten Tessitura.
Wie die beiden früheren Vertonungen von Ave Maria wird der Name Jesus dreimal gesungen (Takte 23–31). Nach einem instrumentalen Interludium (Takte 32–38) geht es weiter mit dem zweiten Teil (Sancta Maria), der die 20 Jahre frühere Vertonung zitiert. Danach (Takte 53–58) wird Nunc et in hora mortis nostrae pianissimo im Unisono gesungen. Nach einer Wiederholung von Sancta Maria endet es mit einem zwei Oktaven absteigenden Arpeggio auf Amen (von F5 bis F3) und ein kurzes instrumentales Postludium (Takte 76–81).

## Diskografie
Die erste Aufnahme war:
- Ingrid Günther (Alt), Herbert Günther (BRT-Radio-Sinfonie-Orchester): Bruckner – Missa Solemnis in B – LP: Garnet G 40 170, c. 1980

In der Mehrzahl der rund 20 Aufnahmen überspringt die Sängerin die untere Oktave des Amen. Eine Auswahl unter den wenigen Aufnahmen, in denen die Sängerin es originalgetreu singt:
- Anne-Marie Owens (Mezzosopran), Peter King (Orgel): Mass No. 2 / Motets (Simon Halsey) – CD: Conifer CDCF 192, 1990
- Peter Matuszek (Bariton), Vladimir Roubal (Orgel): Canti Sacri – CD: Rosa RD 151-2, 1994
- Sigrid Hagmüller (Alt), Rupert Gottfried Frieberger (Orgel): Anton Bruckner – Oberösterreichische Kirchenmusik – CD: Fabian Records CD 5112, 1995
- Vera Ilieva (Mezzosopran; Partitur transponiert nach As-Dur), Burkhard Pütz (Orgel): Ave Maria – CD: CSD 100 057, 1999
- Günther Groissböck (Bass), Matthias Giesen (Orgel),  In Te Domine Speravi – Gramola CD 99327, 2024